# Komić
Komić is een plaats in de gemeente Udbina in de Kroatische provincie Lika-Senj. De plaats telt 9 inwoners (2001).